# Tema (programma televisivo)
Tema è stato un programma televisivo condotto da Rosita Celentano andato in onda nel settembre del 2001 su LA7.

## Il programma
Il programma era un talk show che proponeva in ogni puntata un tema di fenomeni di costume o categorie sociali, rappresentati in studio, e potevano intervenire nel dibattito sia gli ospiti della trasmissione che il pubblico.
Le riprese del programma venivano realizzate presso gli Icet Studios di Brugherio, in Via Guzzina 18, già sede degli show di Adriano Celentano come "Rockpolitic" e  oggi headquarter di QVC Italia.